# Венді Шерман
Венді Рут Шерман (нар. 7 червня 1949) — заступник Державного секретаря США з політичних питань (третя за рейтингом посада в Державному департаменті США). Вона раніше працювала соціальним працівником, директором EMILY's List, директором Офісу захисту дітей в штаті Меріленд, та установчим президентом Fannie Mae Foundation. Під час адміністрації Клінтона, вона служила радником департаменту Сполучених Штатів, спеціальним радником президента і держсекретаря і координатором політики Північної Кореї. На останній посаді вона зіграла важливу роль в переговорах, пов'язаних з ядерною зброєю Північної Кореї і ракетних програм.

## Життєпис
Життєпис 
Після відвідування коледжу Сміта в 1969 році Венді Рут Шерман почала навчання в Бостонському університеті, який вона закінчила у 1971 році, отримавши ступінь бакалавра мистецтв (BA) з відзнакою. Подальше навчання в аспірантурі з соціальної роботи в Університеті Меріленда, вона отримала магістра мистецтв (MA Social Work) у 1976 р., а потім працювала соціальним працівником. 12 травня 1993 р. вона змінила Джанет Г. Маллінз на посаді помічника державного секретаря з питань законодавчих питань і очолювала Бюро законодавчих справ до 29 березня 1996 р. 
1 серпня 1997 року вона стала радником заступника держсекретаря Держдепартаменту США і обіймала цю посаду з 6 серпня 1997 року по 20 січня 2001 року. У той же час вона була спеціальним радником президента США Білла Клінтона і політичним координатором по Північній Кореї.
Згодом вона була генеральним директором Oxfam America, міжнародної організації допомоги розвитку та ліквідації наслідків стихійних лих. Вона також була членом комітету з оборонної політики Міністерства оборони США, групи, покликаної надавати міністру оборони незалежні, обґрунто́вані поради та думки з питань оборонної політики. У 2008 році була призначена Конгресом США членом Комісії із запобігання зброї масового знищення, розповсюдження та тероризму. Крім того, вона була віце-головою Albright Stonebridge Group (консалтингової фірми колишнього держсекретаря США Мадлен Олбрайт) і разом зі своїм бізнес-партнером і колишнім радником із безпеки США Сенді Бергер надавала політичні поради компаніям та урядам. Вона була також членом інвестиційного комітету Albright Capital Management, інвестиційної консалтингової фірми, пов’язаної з Albright Stonebridge Group.
21 вересня 2011 року Венді Р. Шерман призначена заступником державного секретаря з політичних питань, змінивши на цій посаді Вільяма Дж. Бернса. Таким чином, вона зайняла третю найвищу посаду в Держдепартаменті після держсекретаря та заступника держсекретаря і була головою департаменту з політичних питань до 2 жовтня 2015 року. Її наступником у цій ролі став Томас А. Шеннон. Після відходу з державної служби вона стала старшим радником групи Олбрайт Стоунбрідж і старшим науковим співробітником Центру науки та міжнародних відносин Белфера, заснованого в 1973 році.
16 січня 2021 року новообраний президент Джо Байден оголосив, що Вінді Шерман буде виконувати функції заступника держсекретаря під керівництвом Ентоні Блінкена. Її кандидатуру було подано до Комітету із закордонних справ Сенату США 11 березня 2021 року і схвалено 13 квітня 2021 року 56-ма голосами проти 42-х. Наступного дня вона склала присягу як перша жінка на цій  посаді.
У Женеві 12 січня 2022 року провела на чолі делегації Сполучених Штатів переговори з російською делегацією щодо проблем безпеки в Європі, зокрема припинення агресії Росії проти України.

## Цікаві факти
За колір волосся та стиль ведення перемовин отримала прізвисько "Срібляста лисиця"